# جمهورية زفتى

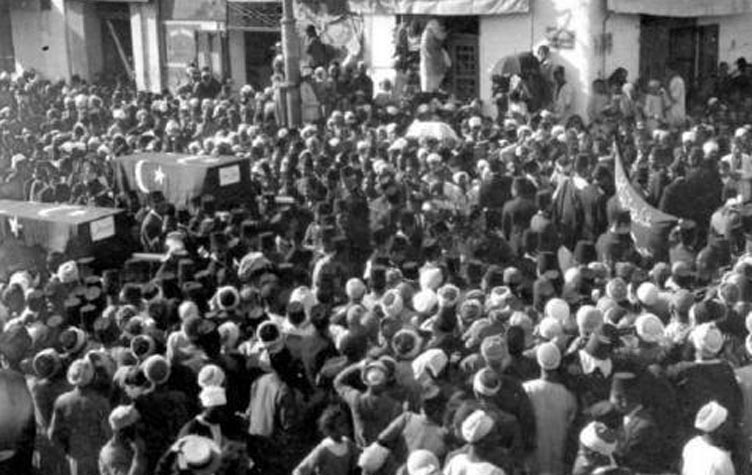
جانب من مظاهرات في زفتى في ثورة 1919 أثناء تشييع جنازة أثنين من المناضلين

جمهورية زفتى اسم الجمهورية التي اعلنتها مدينة زفتى بالغربية عقب استقلالها عن المملكة المصرية المحتلة من قبل بريطانيا في 23 مارس اثناء ثورة 1919، وتم تنصيب يوسف الجندي رئيساً لها.
لم يدم الاستقلال طويلاً حيث حشدت القوات الإنجليزية مجموعات من القوات الأسترالية التي حاصرت المدينة، وفكت القوات الاسترالية حصارها لمدينة زفتى بعد مفاوضات مع قائدها .
لم يكن استقلال المدينة مادياً بل كان استقلالًا معنويًا، إذ ساهم في تحفيز جميع ربوع مصر بأهميّة مقاومة الاحتلال الإنجليزي، حيث أعلنت أيضاً بعض المناطق استقلالها مثل فارسكور والمنيا وغيرها.

## القصة
في 8 مارس 1919 أعتقل سعد زغلول ومرافقوه وهم أحمد باشا الباسل ومحمد باشا محمود وإسماعيل صدقي وسينوت حنا ومكرم عبيد وفتح الله بركات وعاطف بركات وتم نفيهم إلى جزيرة سيشل وخرج المصريون مسيحيون ومسلمون في مظاهرات صاخبة لتسجيل غضبهم ضد هذا الإجراء التعسفي، ولأول مرة في تاريخ مصر خرجت سيدات مصر في مظاهرات، وكان ذلك في 16 مارس 1919 م. ولأن خروج سيدات مصر في مظاهرات كانت مفاجئة مدوية في هذا الزمان لهذا كان لها أثر بالغ الأهمية عند جموع المصريين في ربوع مصر. ولكن كان هناك في بلدة صغيرة على ضفاف النيل تدعى زفتى مجموعة من الشباب الجامعي والفلاحين والتجار تفكر في عمل شيء يساعد في الإفراج عن سعد زغلول ورفاقه، وكان من ضمن أفراد تلك المجموعة يوسف الجندي وابن عمه عوض الجندي المحاميان وكان معهم الشيخ عمايم والكفراوي والفخراني ومحمد أفندي عجينة صاحب مكتبة للأدوات المدرسية ومطبعة وسويلم، وكانت تلك المجموعة تلتقي في مقهى مستوكلى بميدان بورصة القطن. واتفقوا على الانفصال عن المملكة المصرية واعلان الاستقلال وانشاء جمهورية زفتى. كان المقصود من هذا العمل هو لفت أنظار العالم لمدى التأييد الشعبي لسعد زغلول ورفاقه. وبعد أن تبلورت الفكرة بدؤوا في التحضير لإعلان الاستقلال صباح يوم 18 مارس 1919م فتجاوب معهم جميع أهالي البلدة من فلاحين وأعيان وشباب ووصل الأمر لتوسل أحد الخارجين عن القانون للانضمام لهم كان يدعى سبع الليل وكان يتزعم عصابة مسلحة تروع البلدة والقرى المجاورة.

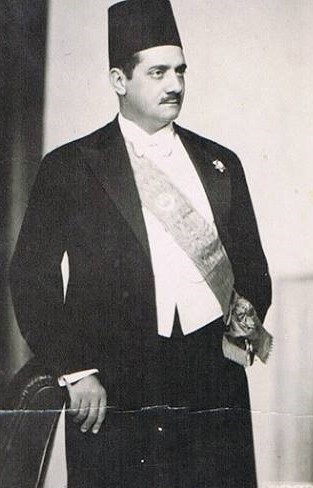
يوسف الجندي

طلب من أهل البلدة المشاركة معهم واعلن توبته لرغبته في قتال الإنجليز فان مات فسيصبح بطلاً وأوصى منشد البلدة أن يتغنى ببطولاته لو قتله الإنجليز. وذهب يوسف الجندي ومعه بعض أهالي البلدة إلى ضابط النقطة في البلدة وكان يدعى حمد أفندي، ولأنه رجل وطني انضم اليهم وفتح لهم السلاحليك (مخزن السلاح)، وشارك معهم في التخطيط. ولأول مرة يجتمع رجل الشرطة وزعيم العصابة على هدف واحد وهو محاربة الإنجليز. وفي صباح يوم 18 مارس كونوا المجلس البلدي الحاكم برئاسة المحامي الشاب يوسف الجندي وأعلنوا الاستقلال، وكان عوض الجندي المحامي أخو يوسف الأكبر هو من ذهب إلى القاهرة وأبلغ الصحف لنشر الخبر. وفي تلك الأثناء كون المجلس البلدي الحاكم عدة لجان منها لجنة التموين والإمداد وكانت مهمتها حصر الموادالتموينية وحسن توزيعها على أهالي البلدة، ولجنة النظافة وكانت من أنشط اللجان حيث كانت تنظف كل شوارع البلدة وترشها بالماء وانارة الطرقات ليلاً ، ولجنة الاعلام وتولاها محمد أفندي عجينة وكانت تقوم بطبع المنشورات السريعة لتوضيح الوضع العام في البلدة، كما أصدرت اللجنة جريدة يومية اسمها جريدة جمهورية زفتى. ولجنة الأمن والحماية وتولى الاشراف عليها الضابط الشاب حمد افندي بمعاونة سبع الليل، فجمعوا الرجال من الخفر ورجال سبع الليل والأهالي من القادرين على حمل السلاح وقسموهم إلى مجموعات كل مجموعة تتولى حماية إحدى مداخل البلدة.
وعندما علم الإنجليز في مساء يوم 18 مارس قرروا إرسال قوة للاستيلاء على البلدة عن طريق كوبري ميت غمر ولكن تصدى الأهالي لتلك القوات فرجعت وتمركزت في بلدة ميت غمر. وفي الصباح علم أهل البلدة بأن هناك قطارًا قادمًا إلى البلدة محمل بمئات الجنود والعتاد العسكري فما كان من سبع الليل ورجاله الا أن قطعوا قضبان السكة الحديد على مسافة من خارج البلدة تقدرها بعض الروايات 15 كيلو متر وتقول روايات أخرى أن القضبان قطعت من أمام قرية (سعد باشا)، فعجز الإنجليز عن دخول البلدة للمرة الثانية. ولخطورة الموقف أعلنت إنجلترا خلع السير ونجت لتهدئة حالة الهيجان والثورة في مصر في 21 مارس 1919 م وعين الجنرال اللنبي معتمداً لـبريطانيا في مصر. مع سريان حالة عدم الاستقرار فقد لجأ المصريون في مختلف محافظات مصر إلى تخريب الطرق وقطع خطوط الاتصالات وأسلاك التلغراف وأعمدتها، كما فعل أهالي جمهورية زفتى، فتريث الإنجليز حتى تهدأ الأمور في أنحاء مصر وفي فجر يوم 29 مارس 1919م فوجئ أهالي زفتى بعشرات المراكب التي تحمل جنود الإرسالية الأسترالية تقوم بعملية انزال الجنود على شاطئ النيل بالبلدة وقيامهم باطلاق النار في الهواء أو على كل من يحاول عرقلة استيلائهم على البلدة وقاموا بالتفتيش عن يوسف الجندى وأعلنوا عن مكافأة مالية لمن يرشد عنه. ولكن عندما تأكد للجميع أن الأمر أنتهى قاموا بتهريب يوسف الجندي ورفاقه إلى عزبة سعد باشا الواقعة في قرية مسجد وصيف واستقبلتهم السيدة صفية زغلول التي أخفتهم في أماكن مختلفة حتى أفرج عن سعد زغلول ورفاقه يوم 17 أبريل من عام 1919.

## سقوط الجمهورية
وفي هذه الأثناء كان النظام الملكي وكبار الملاك وسلطات الاحتلال يعيشون رعباً حقيقياً ليس من انتفاضة زفتى وحدها، بل من الانتفاضات الأخرى أيضاً. وللتخلص من هذا المأزق عمدت سلطات الاحتلال الإنجليزي إلى إرسال فرقة من الجنود الأستراليين للقضاء على هذه الانتفاضة فما كان من «لجنة الثورة» إلا أن طبعت منشوراً بالإنكليزية ووزعته على الجنود. ومما جاء فيه: «أيها الجنود، أنتم مثلنا، وإننا نثور على الإنجليز لا عليكم أنتم. إننا نثور من أجل الخبز والحرية والاستقلال. والإنكليز الذين يستخدمونكم في استعبادنا يجب أن يكونوا خصومكم أيضاً». وفي الأثر أحجم الجنود عن اقتحام «الجمهورية»، واكتفوا بالانتشار في محيطها. وعند ذلك الحد أرسلت السلطات المحتلة تعليمات لتسوية الأمور بشروط منها أن يسلم أهالي زفتى 20 رجلاً منهم كي يتم جلدهم، حفاظاً على هيبة «الدولة». وبعد نقاش طويل قررت «لجنة الثورة» تسليم 20 رجلاً، واختارتهم من الوشاة وعملاء الإنكليز. وجلد الإنجليز عملاءهم».

غلاف مسلسل جمهورية زفتى

## في الثقافة والاعلام
تناولت قصة استقلال زفتى الكثير من الاهتمام على المستوي الثقافي والشعبي، حيث كتب العديد من الكتاب كتبًا وروايات عن الشخصيات وقصص الشجاعة. كما أنتج مسلسل جمهورية زفتى عام 1998 تخليداً لهذه الملحمة.